# Lasioglossum bavaricum
Lasioglossum bavaricum är en biart som först beskrevs av Blüthgen 1930.  Lasioglossum bavaricum ingår i släktet smalbin, och familjen vägbin. Inga underarter finns listade i Catalogue of Life.